# ۲۶ ربیع‌الثانی
۲۶ ربیع‌الثانی، بیست و ششمین روز از ماه ربیع‌الثانی در تقویم هجری قمری است.
در تقویم هجری قمری قراردادی این روز صد و پانزدهمین روز سال است.